# Pierre Lacroix (rugby à XV)
Pour les articles homonymes, voir Pierre Lacroix et Lacroix.

a Compétitions nationales et continentales officielles uniquement.

b Matchs officiels uniquement.
Pierre Lacroix (dit Pottiolo), né le 23 janvier 1935 à Houeillès (Lot-et-Garonne) et mort le 28 mars 2019 à Colayrac-Saint-Cirq (Lot-et-Garonne), est un joueur français de rugby à XV.

## Carrière
Pierre Lacroix suit une scolarité au lycée Bernard-Palissy d'Agen où il a pour professeur de gymnastique Michel Pomathios, ancien ailier de l'équipe de France de rugby. Son entourage le surnomme Le Sioux, El Conejo (Le Lapin, en espagnol) ou Pottiolo (Le Potelé, en basque).
Pierre Lacroix a occupé le poste de demi de mêlée au Racing club de France (junior) puis au Stade montois, au SU Agen à partir de la saison 1959-1960, et enfin au SO Voiron, ainsi qu'en équipe de France à la fin des années 1950.
Il a inscrit un essai à chacun de ses trois premiers matchs internationaux, record qui sera égalé par Jérôme Gallion au cours du Tournoi des cinq nations 1978.
En 1962, il reçut le capitanat de l'équipe de France à la suite du limogeage de François Moncla.
Après l'arrêt de sa carrière sportive, il devient professeur d'EPS.

## Postérité
Une tribune du stade Armandie d'Agen porte son nom.

## Palmarès
En sélection
- 27 sélections en équipe de France A, de 1958 à 1963 (capitaine les 2 dernières années)
- Tournoi des Cinq Nations en 1960 (ex æquo avec l'Angleterre), 1961 et 1962
- Tournées en Afrique du Sud en 1958, en Argentine en 1960, Nouvelle-Zélande et Australie en 1961

Avec Mont-de-Marsan
- Championnat de France de première division :
  - Vice-champion (1) : 1959
- Challenge Yves du Manoir :
  - Finaliste (1) : 1958.

Avec Agen
- Championnat de France de première division :
  - Champion (3) : 1962, 1965 et 1966 avec Agen (capitaine les deux dernières années)
- Challenge Yves du Manoir :
  - Vainqueur (1) : 1963